# Коноваленко, Дмитрий Николаевич
Дми́трий Никола́евич Конова́ленко (7 мая 1970, Севастополь — 1 февраля 2007, Пущино, Московская область) — российский социолог, политический консультант, аналитик и публицист. Известен как игрок телевизионного клуба «Что? Где? Когда?» и обладатель «Хрустальной совы» 2002 года, а также чемпион мира по спортивной версии «Что? Где? Когда?» 2003 года.

## Образование и работа
Родился 7 мая 1970 года в Севастополе. В школе неоднократно участвовал в математических олимпиадах, но, с собственных слов, ограничивался попаданием в призовые места на уровне республики. Закончив 10 классов, поступил на механико-математический факультет МГУ, который окончил в 1992 году после 5-летней учёбы, получив диплом по специальности «математик». Год учился в аспирантуре.
С 1993 года работал в частной социологической компании «ЦИРКОН», занимаясь прикладной социологией. С 1995 по 1999 год занимался маркетингом и бизнес-аналитикой на фондовом рынке в «НИКойле». Статьи его авторства публиковались в журналах «Финансист», «Советник» и «Среда», одна статья также вошла в сборник «СМИ и политика в России». Работал советником по стратегическому развитию ОАО «Компания регистратор „Панорама“».
В конце 2006 года на спутниковом канале «Вести-24» появилась авторская программа Дмитрия Коноваленко, посвящённая национальным проектам. Характеризовал себя как «реакционера-государственника».
В последние несколько лет руководил департаментом внутренней политики в Фонде эффективной политики. Также вёл авторскую колонку в газете «Взгляд» с 2006 года.
Увлекался игрой в преферанс. Совершил прыжок с парашютом.

## «Что? Где? Когда?»

### Телевизионная версия
В телепередачу «Что? Где? Когда?» Дмитрий Коноваленко попал благодаря эксперименту Владимира Ворошилова, который решил посадить за стол команду, составленную преимущественно из новичков — не имевших опыта игры, молодых, но успевших реализовать себя. Объявление о наборе команды Дмитрий прочитал в газете в самолёте, когда летел в командировку.
Первый раз в телеклубе «Что? Где? Когда?» Коноваленко сыграл в команде новичков Вячеслава Ширяева 20 декабря 1997 года, ответив верно на три вопроса блица и дав ещё один правильный ответ, но тогда команда уступила со счётом 3:6. В первой игре зимней серии 1998 года, состоявшейся 28 ноября 1998 года, Коноваленко вынужден был играть суперблиц, но ошибся на 3-м вопросе (знатоки тогда всё же победили 6:5). Больше всего игр Коноваленко провёл в команде Алеся Мухина — 5 игр с декабря 2001 по июнь 2002 года. 8 июня 2002 года в финале летней серии Коноваленко получил «Хрустальную сову» как лучший игрок серии: команда Мухина в финале победила со счётом 6:5.
В осенней серии 2002 года Коноваленко был капитаном собственной команды, сформированной из обладателей «Хрустальных сов»: команда сыграла игру 28 сентября 2002 года, однако при счёте 5:5 вынуждена была брать решающий раунд, на котором проиграла, потерпев итоговое поражение 0:6. 17 мая 2003 года команда Александра Бялко с Дмитрием Коноваленко в составе впервые в истории телепередачи выиграла у телезрителей со счётом 6:0. 10 октября 2003 года сыграл в составе команды Максима Поташева, приглашённой в ранге победителя II чемпионата мира по «Что? Где? Когда?». В следующей игре — 28 мая 2004 года в команде Поташева — Коноваленко был признан лучшим игроком, однако впоследствии он уже не садился за игровой стол.
Всего Дмитрий Коноваленко принял участие в 18 играх, в 10 из которых победу одержали знатоки. Он дал 44 ответа, из которых 26 оказались правильными. Дважды он отвечал на авторские вопросы Владимира Ворошилова из сектора «Зеро», но оба раза ошибся. Семь раз он давал досрочные ответы, трижды давал ответы после взятия помощи клуба, а также один раз верно ответил на вопрос из 13-го сектора (вопросы от телезрителей по Интернету). По оценке самого Коноваленко, игра научила его и многих знатоков принимать решение в крайне ограниченное время, и было совершенно неважно, насколько потом это решение окажется верным. Дмитрий утверждал, что так называемый «чтогдекогдашний ум» (по его словам, быстрый, пусть и не всегда правильный) идеально подходил для российского бизнеса.

### Спортивная версия
В 1999 году московская команда «Афина» предложила Дмитрию сыграть за неё в одном из турниров спортивного «Что? Где? Когда?», после чего он стал игроком основного состава этой команды. Вместе с «Афиной» Коноваленко занимал призовые места в многочисленных турнирах.
Победы на крупных турнирах:
- Чемпионат мира (Баку, 2003)[10]
- Чемпионат России (Москва, 2001)
- Кубок губернатора Санкт-Петербурга (2002)
- Кубок Мордовии, Саранск (2001, 2003, 2004)
- Чемпионат Москвы (2002—2003)
- «Одессея», Одесса (2003)
- «Самариум», Самара (2005)
- «Белые ночи», Санкт-Петербург (2000, 2006)
- Кубок АМП «Класс», Харьков (2006)
- Чемпионат Москвы по брэйн-рингу (2000)[11]

Призовые места на наиболее представительных турнирах:
- Серебряный призёр чемпионата мира (Ярославль, 2005)
- Многократный призёр чемпионата России: 2-е место (Москва, 2003), 2—3-е места (Санкт-Петербург, 2004), 3—4-е места (Москва, 2002)
- Призёр Открытого кубка России (синхронный турнир): 2-е место (2006), 3-е место (2001).
- Призёр Кубка городов (синхронный турнир): 2—3-е места (2005, 2006).

### Другие интеллектуальные шоу
В 2005 году дебютировал в телевизионной «Своей игре»: всего он сыграл 5 игр и одержал 2 победы. Участвовал в шоу «Русская рулетка» в 2003 году и выиграл 32 тысячи рублей, но в финале в борьбе за миллион рублей покинул игру после первого же неверного ответа на вопрос стоимостью 50 тысяч рублей.
По мнению другого известного члена клуба ЧГК Георгия Жаркова, Коноваленко при своих победах в телевизионном и спортивном ЧГК «предпочитал реальность, красоту и спортивный азарт», а не шоу и «показуху».

## Смерть
Умер в ночь с 1 на 2 февраля 2007 года на 37-м году жизни от остановки сердца. Похоронен на Новом кладбище в Пущине.
Был женат. Осталось четверо детей: три сына и дочь (старшему сыну было 11 лет на момент смерти отца, дочери — один год).